# Dreamlover
Dreamlover – piosenka napisana przez Mariah Carey, Dave’a Halla i Waltera Afanasieffa. Piosenka została wydana jako pierwszy singel promujący czwarty album Mariah Music Box w trzecim kwartale 1993. Piosenka została nominowana do 1994 Grammy Awards, ale przegrała z „I Will Always Love You” Whitney Houston. Jak każdy singel, który promował jakiś album studyjny Mariah Carey, „Dreamlover” zdobył BMI Pop Award.
„Dreamlover” był bardzo popularna piosenką i Carey umieszczała go w liście utworów każdego koncertu, najczęściej na początku.

## Listy przebojów
„Dreamlover” stał się siódmym singlem #1 w dorobku Mariah Carey, który znalazł się na szczycie listy Billboard Hot 100. Na pierwszym miejscu znalazł się w swoim 6. tygodniu na liście i utrzymał się tam przez kolejne osiem tygodni (najdłużej ze wszystkich singli Carey). Piosenka następnie spędziła 26 tygodni w pierwszej 40., a na końcoworocznej Billboard Hot 100 w 1993 roku znalazła się na miejscu ósmym. Singel znalazł się na szczycie 8 innych list Billboardu, i dzięki temu, jako pierwszy z singli Carey, zdobył status Platynowej Płyty od RIAA.
„Dreamlover” odniósł sukces także poza USA. W Kanadzie stał się czwartym singlem #1 w dyskografii wokalistki, utrzymując się na tym miejscu przez 3 tygodnie. W Nowej Zelandii znalazł się na 2. pozycji i zdobył tam status Złotej Płyty (RIANZ). W kilku państwach znalazł się w pierwszej 10, np. w Wielkiej Brytanii i Australii (gdzie także zdobył status Złotej Płyty), Holandii i Izraelu. „Dreamlover” nie odniósł spektakularnego sukcesu w kontynentalnej Europie i nie udało mu się znaleźć w pierwszej 40. list francuskich.

## Teledysk i remiksy
Teledysk, który wyreżyserowała Diane Martel, był pierwszym, w którego tworzeniu Carey mogła uczestniczyć i decydować o jego choreografii.
„Dreamlover” pozwolil Carey na większą kontrolę nad remiksami tej piosenki. Zatrudniła ona Davida Moralesa, aby skomponował „Dramlover (Def Club Mix)” i był to pierwszy remiks, w którym użyto nowego wokalu Carey (wcześniej po prostu umiesczano nowy podkład pod tekst). Dzięki sukcesowi tego remiksu, David Morales zaczął się liczyć na rynku remiksów i rozwinęła się jego kariera jako producenta i kompozytora remiksów.
Oprócz „Def Club Mix”, nagrano inne remiksy. Jednak te zawierają oryginalny wokal z albumowej wersji piosenki. Są to skomponowane przez Briana Morgana „Theo’s Club Joint Mix” oraz „Bam Jam Soul”. Oficjalnie została wydana wersja „Dreamlover”, nagrana podczas programu TV, pt. Here Is Mariah Carey.
Strona B „Dreamlovera” – „Do You Think of Me” został napisany i wyprodukowany przez Carey, Waltera Afanasieffa, Cory’ego Rooneya i Marka Moralesa. Znajduje się on także na kanadyjskiej wersji Music Box.

## Lista utworów
| U.S. CD single (cassette single/7" single) 1. „Dreamlover” (album version) 2. „Do You Think of Me” (non-album track) U.S. CD maxi single (cassette maxi single) 1. „Dreamlover” (album version) 2. „Dreamlover” (Def club mix) 3. „Dreamlover” (Def instrumental) 4. „Dreamlover” (USA Love dub) 5. „Dreamlover” (Eclipse dub) 6. „Dreamlover” (Def tribal mix) UK cassette single 1. „Dreamlover” (album version) 2. „Do You Think of Me” (non-album track) | UK CD single 1. „Dreamlover” (album version) 2. „Do You Think of Me” (non-album track) 3. „Someday” (Live) UK CD single (part two) 1. „Dreamlover” (album version) 2. „Dreamlover” (Def club mix) 3. „Dreamlover” (Eclipse Dub) UK CD maxi single (12" vinyl single) 1. „Dreamlover” (Def club mix) 2. „Dreamlover” (Def instrumental) 3. „Dreamlover” (USA Love dub) 4. „Dreamlover” (Eclipse dub) 5. „Dreamlover” (Def tribal mix) |

## Pozycje na listach przebojów
| Lista (1993)                             | Pozycja |
| ---------------------------------------- | ------- |
| U.S. Billboard Hot 100                   | 1       |
| U.S. Billboard Hot Dance Music/Club Play | 1       |
| U.S. Billboard Mainstream Top 40         | 1       |
| U.S. Billboard Rhythmic Top 40           | 1       |
| U.S. ARC Weekly Top 40                   | 1       |
| Canadian Singles Chart                   | 1       |
| U.S. Billboard Hot R&B/Hip-Hop Songs     | 2       |
| U.S. Billboard Adult Contemporary        | 2       |
| New Zealand RIANZ Singles Chart          | 2       |
| Australian ARIA Singles Chart            | 7       |
| Israeli Singles Chart                    | 7       |
| Dutch Top 40                             | 8       |
| UK Singles Chart                         | 9       |
| Switzerland Top 100 Singles              | 13      |
| Ireland Singles Chart                    | 24      |
| Sweden Singles Chart                     | 31      |
| Germany Singles Chart                    | 39      |
| France Top 100 Singles                   | 49      |